# Guaraciama
Guaraciama é um município brasileiro do estado de Minas Gerais, a cerca de 399 km da capital Belo Horizonte. Sua população recenseada em 2022 era de 5 051 habitantes.